# Herrschergräber des Yarkant-Khanats

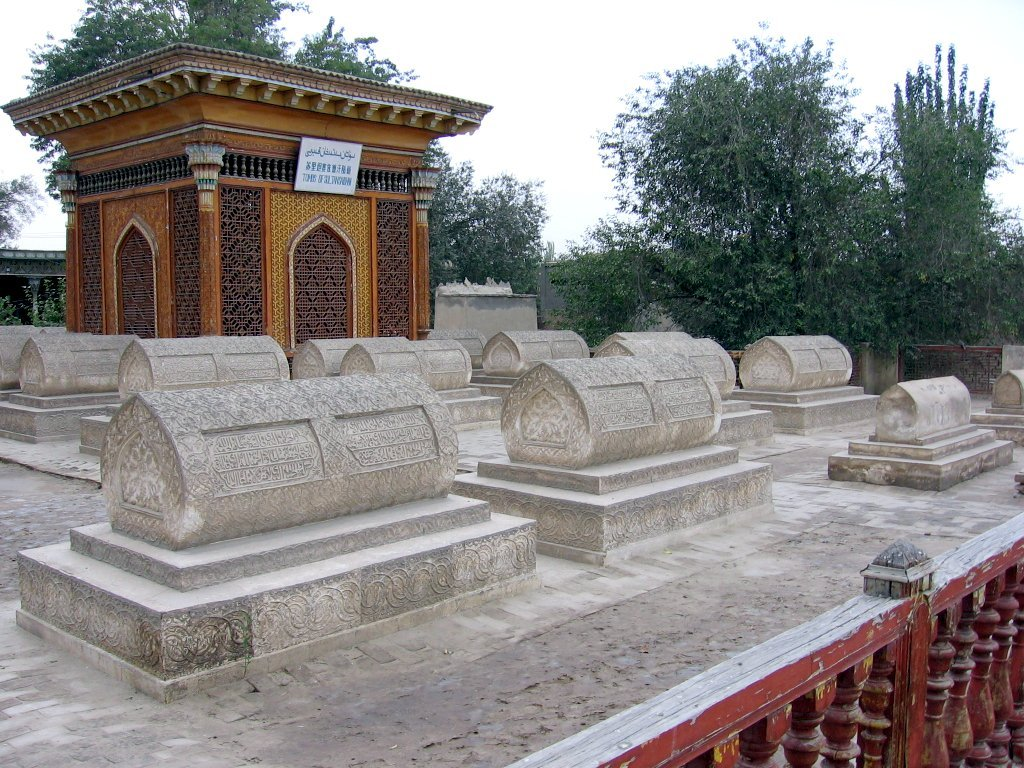
Gräber der Herrscher des Yarkant-Khanats

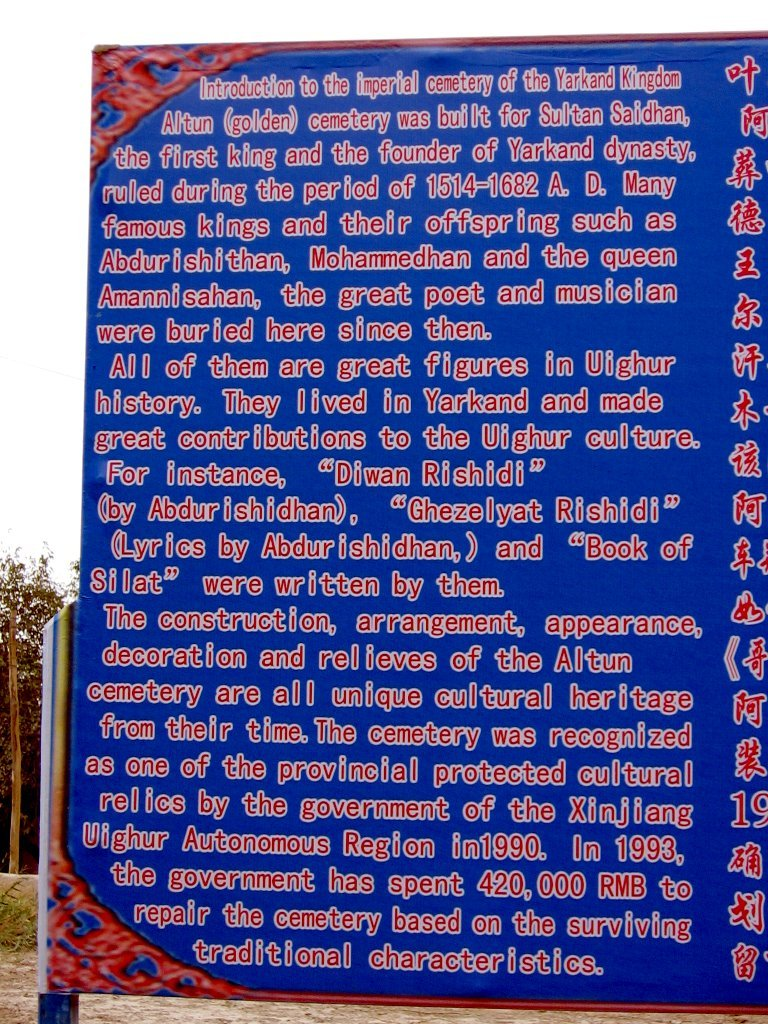
Tafel zum Goldenen Friedhof

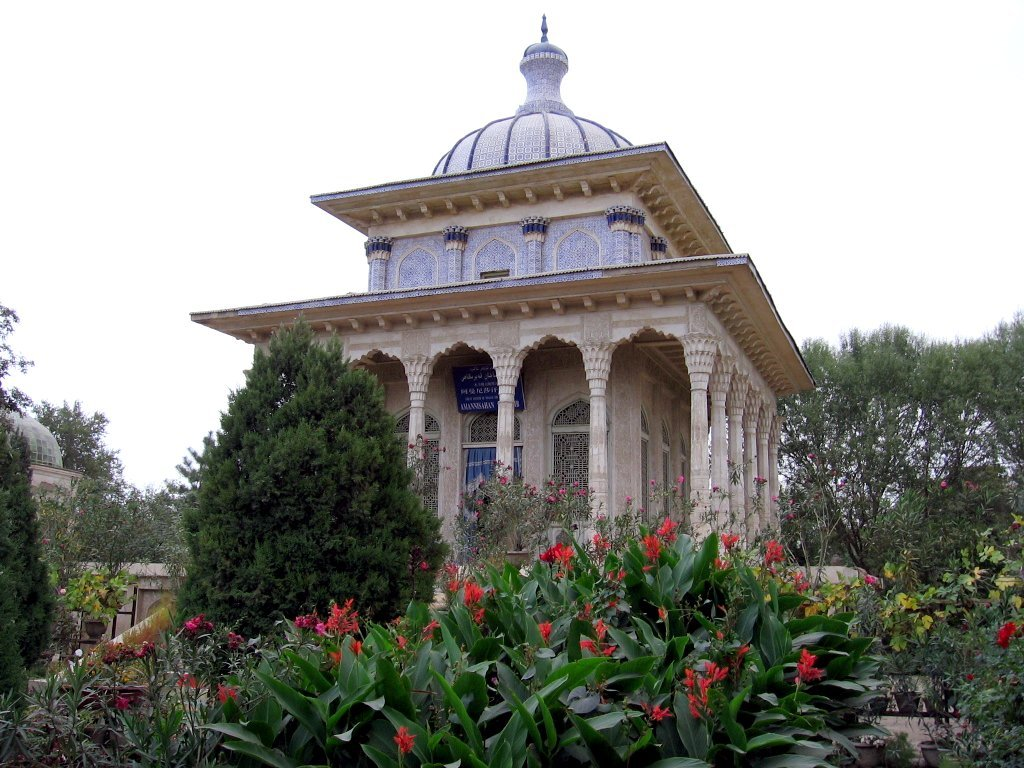
Mausoleum von Aman Isa Khan

Die Gräber der Herrscher des Yarkant-Khanats (chinesisch 叶尔羌汗国王陵, Pinyin Yè’ěrqiāng hànguó wánglíng, englisch Yarkant King Mausoleum), auch Gräber der Könige von Yarkand oder Goldener Friedhof bzw. Altun-Friedhof sind die Gräber der Herrscher des Yarkant-Khanats im 16. und 17. Jahrhundert. Sie befinden sich in der Großgemeinde Yarkant (莎车镇,  Shache zhen), dem Hauptort des Kreises Yarkant (莎车县,  Shache), Kaschgar (Kaxgar), die in die Zeit der chinesischen Ming-Dynastie fallen. Sie befinden sich zwischen alter und neuer Stadtmauer und liegen gegenüber der Gebetshalle der Altun-Moschee. Das früheste Grab von Said Khan, des Gründers des Yarkant-Khanats, stammt aus dem Jahr 1533.
Neben Sultan Said sind hier begraben (einige Namen in Pinyin-Schreibung und kursiv): Abdullah Abdurashid Khan, Abdullah Karim Khan, Muhammad Khan, Ahmed Khan, Abdullah Litifu und ihre Nachfahren sowie die Muqam (Mukam)-Meisterin, Dichterin und Musikerin Aman Isa Khan (1526–1560), die Frau des zweiten Herrschers Abdurashid Khan.
Das Yarkant-Khanat wurde 1514 in Yarkant (Shache) von dem Tschagatai-Nachfahren Said Khan gegründet und übte während dieser Zeit die Kontrolle über das Tarim-Becken südlich des Tianshan-Gebirges aus. 1678 gewann Apak Hodscha (Apak Khoja) aus dem Khoja-Khanat unter der Oberherrschaft der Mandschu-Dynastie die Kontrolle über das Tarim-Becken.
Die Herrschergräber des Yarkant-Khanats (Yarkant hanguo wangling) stehen seit 2006 auf der Liste der Denkmäler der Volksrepublik China (6-295).

## Galerie

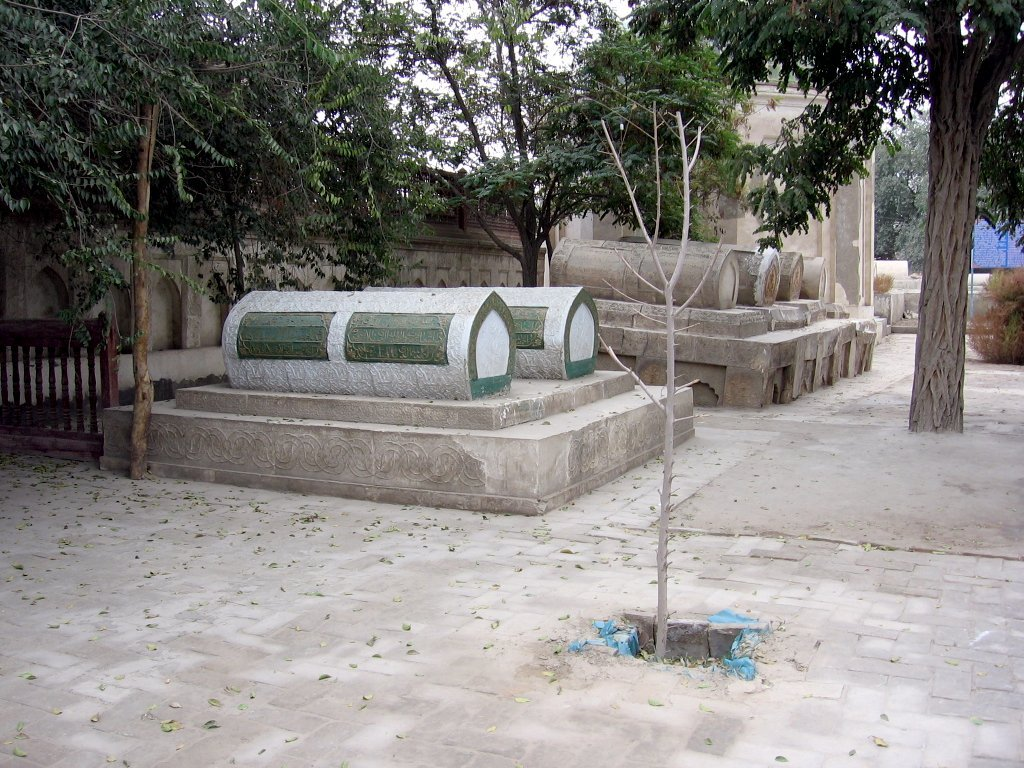
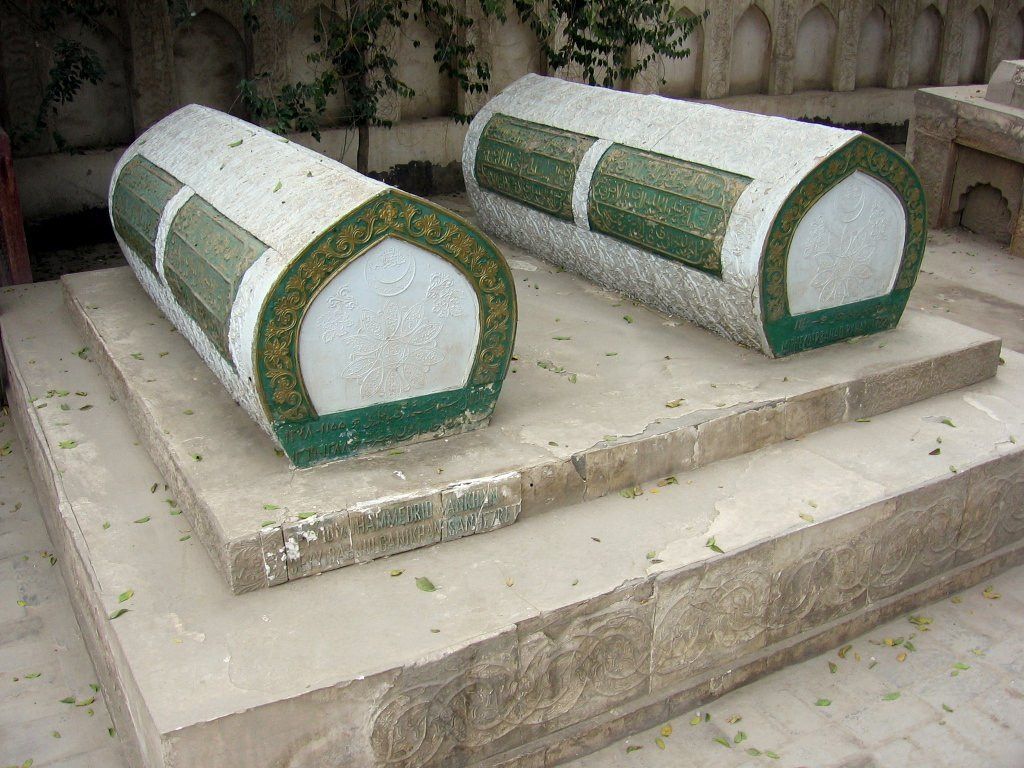
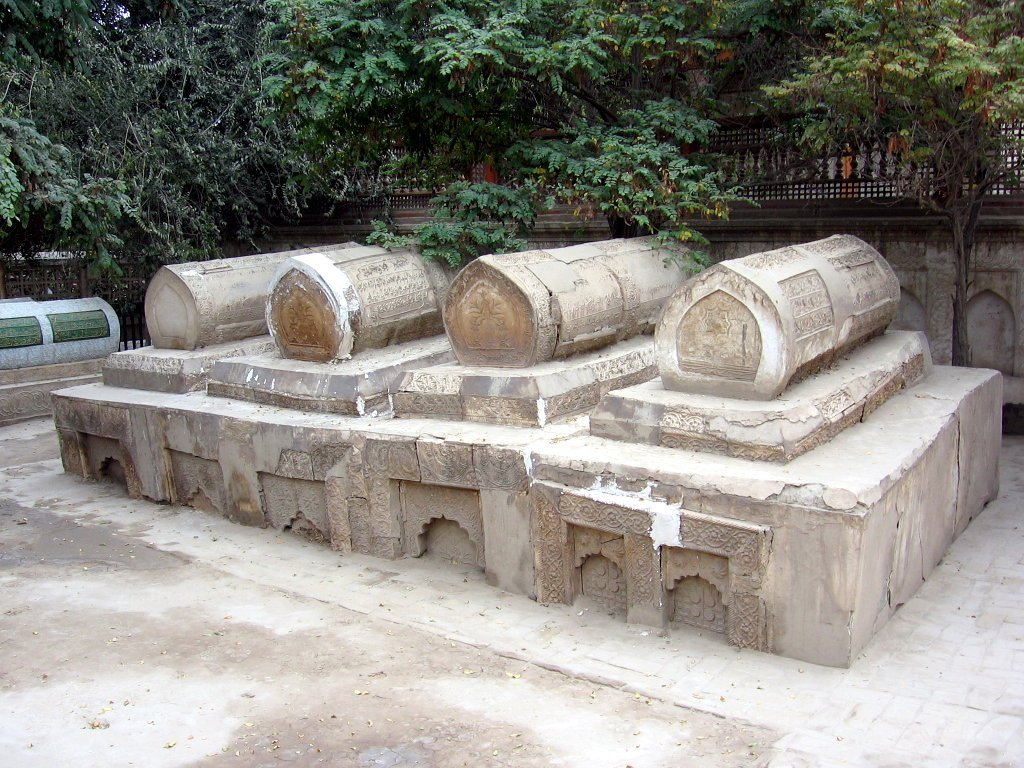
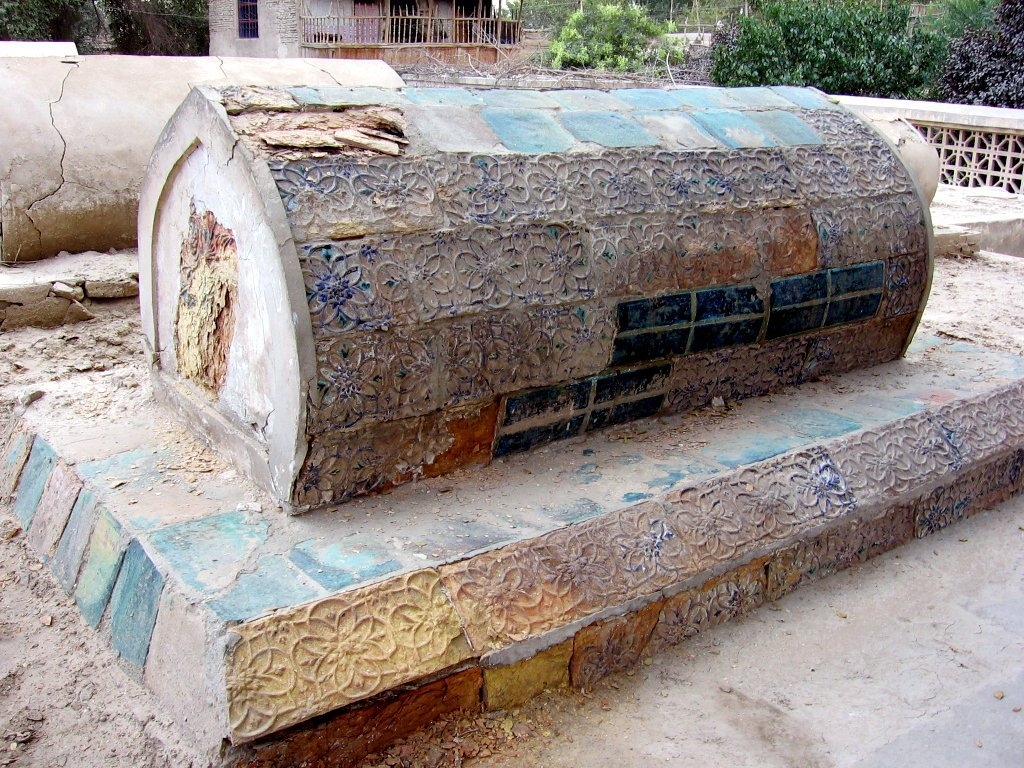
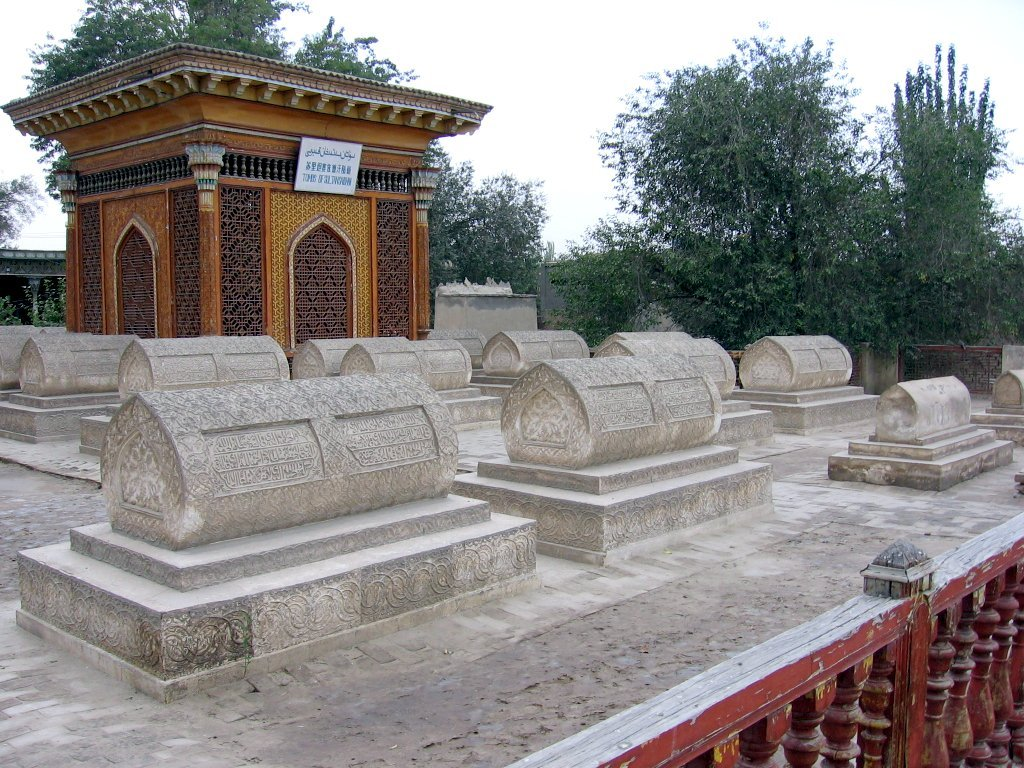
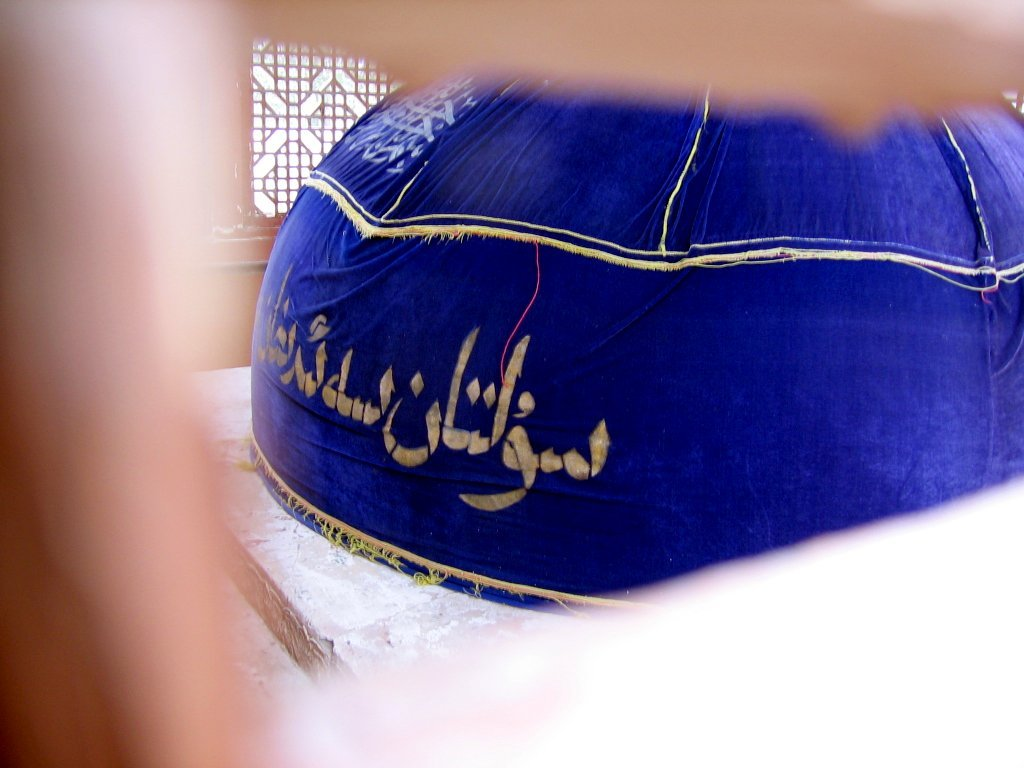
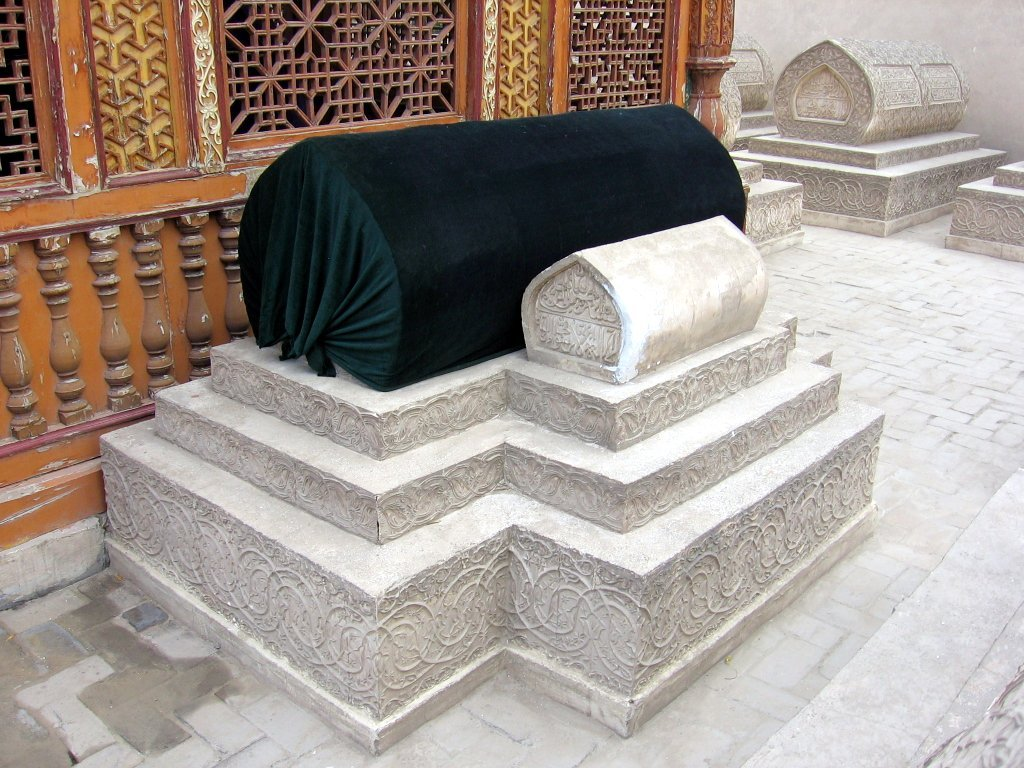
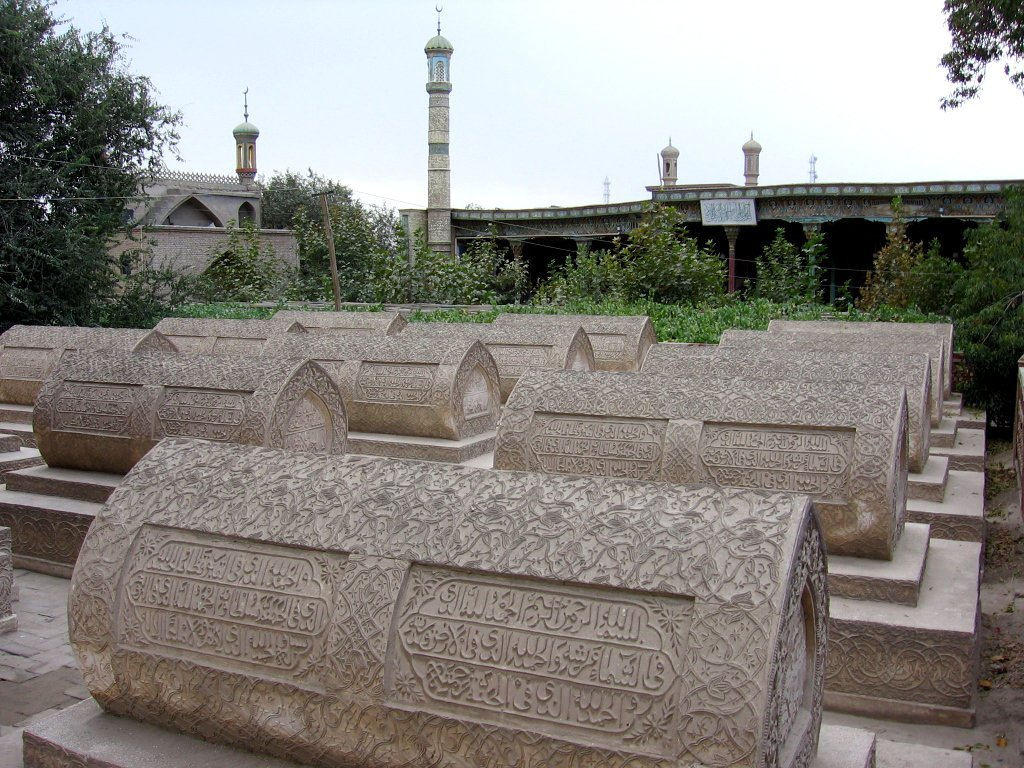